# ديفيد هيغينز (نبال)
ديفيد هيغينز (بالإنجليزية: David Higgins)‏ هو نبال أسترالي، ولد في 1968 في بانكستاون في أستراليا.